# 新庄仔埤
新庄仔埤，又名新庄埤、新莊仔埤、東新陂，位在台灣台北市南港區，面積五公頃餘，是台北都會區第四大湖，也是南港三埤──新庄仔埤、後山埤、三重埔埤──中現存面積最大的。西臨東新街，北臨龍華路，東側及南側是「202兵工廠」。

## 歷史
原屬「大加蚋堡東新庄仔庄」（1704~1920年）的新庄仔埤，係長期經雨水沖刷而形成的天然埤塘，為先民開墾灌溉及民生用水來源。在「清賦驗訖」（道光14年，西元1834年）古契約中即已提及「新庄仔埤」，是台北市現存最古老、唯一天然、且有古文記載的埤塘。1973年「七星水利會」將新庄仔埤標售給某開發公司，於2001年公告為公園用地。

## 環境
由山丘、樹林、草原、沼澤溼地、溪渠水系所建構，與姆指山、三重埔埤連結成為臺北都會區中生物棲息的重要生態廊道。

## 重要性
新庄仔埤為都會區少見之天然埤塘，為少受人為干擾的淺山林相，具有調節微氣候、滯洪、防洪等功能。其更見證南港農耕水利的發展歷史，現因埤塘淤積使得水域面積逐漸縮小，亟需優先保存此南港地區重要且僅存的文化地景。

## 現況
專家學者經與地主申請方式，目前已舉辦10餘場次環境教育導覽，20餘場次生態現勘調查等活動，並持續受理開放進入場域中。 湖面因有水芙蓉...等外來種水生植物，易阻塞出水口，目前以生態工法控管，並採漸進方式移除。
。